# Chefferie de Bafoussam
Le Palais des Rois Bafoussam est un édifice historique de la ville de Bafoussam, capitale de la Mifi. Il est le siège du Royaume Bafoussam, où réside le chef-supérieur des peuples Bafoussam.
Le Palais royal de Bafoussam, où le roi des Bafoussam réside, a été construit au XIIIe siècle. Le Musée du Palais raconte l'histoire de la dynastie des rois Bafoussam des années 1400 à nos jours, avec des informations sur les migrations et rois successifs.

## Histoire
Le palais propose 800 ans d'histoire de la royauté Bamiléké à Bafoussam. 
Le souverain, malgré la colonisation et les indépendances, continue à exercer. Administrateurs, hommes politiques et ministres recherchent son appui, et il préside encore des procès coutumiers. Quiconque accuse d’avoir commis un vol dans la chefferie doit s’y rendre. II ne sortira que s’il a juré par trois fois sur la statue sacrée, et s’il est l’auteur du délit, il mourra dans les cinq jours.
le roi actuel est Njitack Njitack Gom Péle

## Architecture

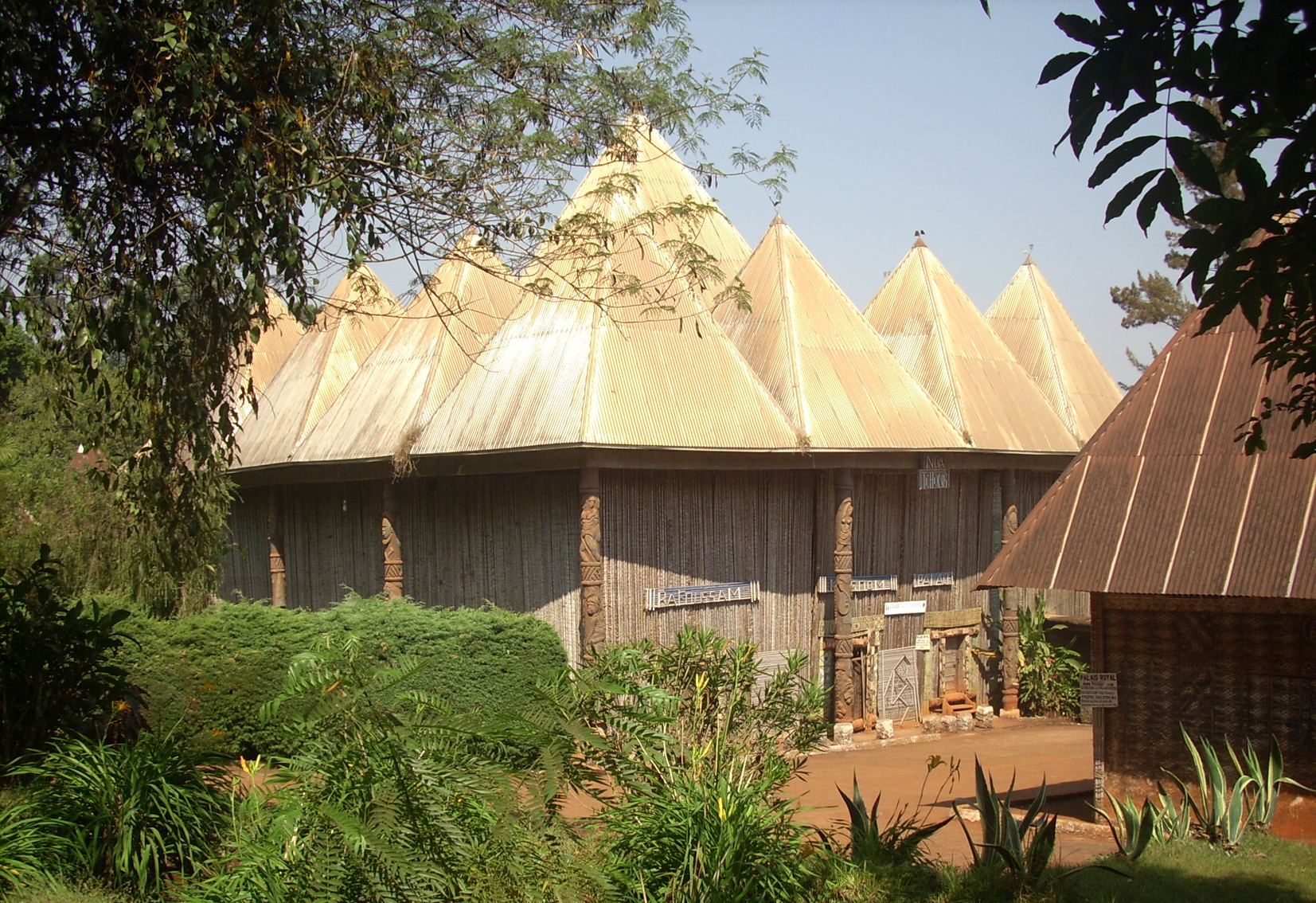
Case à palabres à 13 dômes

### Le porche d'entrée
Un imposant porche sculpté ouvre le chemin vers les domaines royaux, cases, chefferies, palais et forêts sacrées.

### La statue du fondateur de la dynastie et le bâtiment royal
Derrière la statue du fondateur de la dynastie, Fom Njouvoum XIIIe siècle, s’élève un immense bâtiment en bambou. C'est le bâtiment royal de la chefferie. Le roi y rencontre encore les notables, garants de la tradition, et reçoit les requêtes des habitants de la ville. 

### Le terrain des fêtes et les huttes alentour
Le terrain des fêtes est bordé de nombreuses huttes ou reposent d’énormes tambours dont le son annonce et rythme le déroulement des fêtes. 

### L'Arbre à pendaison
Au centre du lieu, trône l’ancien arbre à pendaison. Chaque année, des sacrifices lui sont faits et du sang d’animaux est versé sur ses racines. Ici, il est de tradition de dire que « pendant des siècles, l’arbre a pris goût au sang, et seul le sang l’apaise ».

## Tourisme
Le palais de Bafoussam se trouve en face de la gare routiere de Bafoussam et se visite en journée. Le développement et la pression urbaine qui fait de Bafoussam une ville importante au Cameroun fait que le domaine royal est devenu un ilot de forêt au milieu d'un ville populaire. 
Ceci le rapproche de l'architecture des grandes villes du Commonwealth, à la différence que le domaine forestier et privé et propriété de la dynastie royale.